# 血
血（けつ）とは、中医学においては、脈中を流れる赤色の液状物である。生体内で活動するものとして、気とともに重要なものである。

## 生成
源は飲食物であり、脾胃からもたらされる後天の精から造られ、素材は、津液と営気であり、肺による呼吸作用が深く関係している。

## 作用
作用としては営気とともに脈中を流れて、四肢や臓腑を潤してその働きを支え、夜には臥床時に肝に戻るものであり、覚醒・活動時には、必要に応じて脈中を流れて全身を循り、知覚活動や手足の動作、運動などの活動を円滑に行わせる。

## 五臓との関係
心・肝・脾と関係が深く、心は、脈を介して血を全身に送り出し、血の循環や拍動に関与（血脈）し、肝は、血量を配分して、昼夜の別、活動する部位、器官に応じて血量を調節し（蔵血）、脾は血の生成に関与し、全身的な血量の多少に関係し、営気を介して血が脈外に漏れない（統血）ようにしている。